# Wetheral
Wetheral är en by och en civil parish i Cumbria, England. Orten har 5 203 invånare (2001).